# 葉永玉
葉永玉，是香港骨科醫生，國際健力總會一級裁判及國際舉重聯會裁判。前中國香港舉重健力總會主席，香港大學臨床醫學學院矯形及創傷外科學系臨床副教授。曾修讀香港大學內外全科醫學士、香港大學外科碩士及歐洲手外科醫學聯會手外科文憑。現為英國愛丁堡皇家外科醫學院院士，香港骨科醫學院院士，香港醫學專科學院院士 (骨科)。

## 爭議
2024年3月，葉永玉在「香港舉重邀請賽2024」致辭時形容香港為「比較細嘅國家」（比較小的國家），引起政府及港協暨奧委會不滿，及後港協暨奧委會認同事件為口誤，不再追究。
2024年5月，葉永玉在「亞洲有裝備健力錦標賽暨亞洲大學生盃」開幕致辭時誤稱「比賽共有13個國家參與」，由於比賽中有台灣和香港參與，被香港特區政府抨擊其表述涉嫌違反一個中國原則。